# تیمچه سرپوشیده (سلیم)
تیمچه سرپوشیده (سلیم) مربوط به اوایل دوره قاجار است و در شهرضا، راسته بازار مرکزی، بین مسجد جامع‌ و تیمچه‌ حاج‌ محمدتقی واقع شده و این اثر در تاریخ ۲۳ شهریور ۱۳۸۲ با شمارهٔ ثبت ۱۰۲۴۱ به‌عنوان یکی از آثار ملی ایران به ثبت رسیده است.